# Distrito de Akō
El distrito de Akō (赤穂郡 Akō-gun?) es un distrito localizado en la prefectura de Hyōgo, Japón. En junio de 2019 tenía una población estimada de 14.184 habitantes y una densidad de población de 94,4 personas por km². Su área total es de 150,26 km².

## Localidades
- Kamigōri